# Wereldkampioenschappen openwaterzwemmen 2025 – Landenwedstrijd
De landenwedstrijd tijdens de wereldkampioenschappen openwaterzwemmen 2025 vond plaats op 20 juli 2025 bij Palawan Beach, Sentosa, Singapore.

## Uitslag
| Rang   | Team | Tijd      |
| ------ | --- | --------- |
| Goud   | Duitsland Celine Rieder Oliver Klemet Isabel Marie Gose Florian Wellbrock                               | 1:09.13,3 |
| Zilver | Italië Barbara Pozzobon Ginevra Taddeucci Marcello Guidi Gregorio Paltrinieri                           | 1:09.15,4 |
| Brons  | Hongarije Bettina Fábián Viktória Mihályvári-Farkas Kristóf Rasovszky Dávid Betlehem                    | 1:09.16,7 |
| 4      | Frankrijk Clémence Coccordano Marc-Antoine Olivier Inès Delacroix Logan Fontaine                        | 1:09.24,7 |
| 5      | Australië Chelsea Gubecka Nicholas Sloman Moesha Johnson Kyle Lee                                       | 1:09.59,3 |
| 6      | Neutrale deelnemers Margarita Ershova Kseniia Misharina Savelii Luzin Denis Adeev                       | 1:10.24,0 |
| 7      | Brazilië Ana Marcela Cunha Viviane Jungblut Matheus Melecchi Luiz Loureiro                              | 1:10.27,2 |
| 8      | Verenigde Staten Mariah Denigan Brooke Travis Charlie Clark Joey Tepper                                 | 1:12.01,6 |
| 9      | China Tian Muran Zhang Jinhou Wang Kexin Lan Tianchen                                                   | 1:13.33,2 |
| 10     | Chinees Taipei Tsao Jun-yan Lin Jia-shien Teng Yu-wen Cho Cheng-chi                                     | 1:14.57,0 |
| 11     | Kazachstan Mariya Fedotova Darya Pushko Galymzhan Balabek Lev Cherepanov                                | 1:15:00,2 |
| 12     | Zuid-Afrika Matthew Caldwel Amica de Jager Kellen Jones Catherine Van Rensburg                          | 1:15:25,2 |
| 13     | Ecuador Danna Martínez Esteban Enderica Ana Abad David Farinango                                        | 1:15:30,6 |
| 14     | Singapore Chantal Liew Artyom Lukasevits Kate Ona Russel Pang                                           | 1:15:39,0 |
| 15     | Turkije Atakan Ercan Su İnal Selinnur Sade Emre Sarp Zeytinoğlu                                         | 1:15:42,8 |
| 16     | Mexico Diego Obele Sharon Guerrero Alan González Paulina Alanís                                         | 1:15.54,3 |
| 17     | Zuid-Korea Oh Se-beom Park Jae-hun Kim Sue-ah Hwang Ji-yeon                                             | 1:16.01,0 |
| 18     | Thailand Ratthawit Thammananthachote Kamonchanok Kwanmuang Chonpasanop Chatwuti Nithikorn Jeampiriyakul | 1:16.37,3 |
| 19     | Hongkong Keith Sin Nip Tsz Yin Nikita Lam Chan Tsun Hin                                                 | 1:18.48,6 |
| 20     | India Prashans Manjunath Hiremagalur Diksha Sandip Yadav Meenakshi Gopakumar Menon Army Pal             | 1:20.59,8 |
| 21     | Namibië Nico Esslinger Reza Westerduin Madison Bergh Tristan Nell                                       | 1:22.07,5 |
| 22     | Mongolië Ganzorigtyn Sugar Gongoryn Maidar Amgalangiin Altannar Temüüjingiin Anungoo                    | 1:31.48,7 |
| 23     | Kenia Samir Bachelani Aryan Joseph Sera Mawira Maria Bianchi                                            | 1:37.42,7 |